# Embarcadero Delphi
Embarcadero Delphi, cunoscut anterior ca CodeGear Delphi și Borland Delphi, este un mediu de dezvoltare a programelor pentru Microsoft Windows, produs inițial de firma americană Borland, deținut și dezvoltat în prezent de Embarcadero Technologies. Delphi 2010 este cea mai recentă versiune și este distribuită în trei ediții: Professional, Enterprise și Architect.

## Caracteristici
Delphi folosește o variantă a limbajului Pascal, numit Object Pascal (Pascal orientat pe obiecte) și compilează în cod nativ x86.
Mediul are inclusă librăria VCL (Visual Component Library) și suportă un număr mare de componente terțe. Se pune accent pe conectivitatea cu baze de date, iar Delphi oferă un set bogat de componente dedicate acestui scop.
Pentru a crea aplicații .NET, cele mai recente versini conțin instrumentul Delphi Prism.

## Medii similare
- C++ Builder - produs de aceeași companie.
- Kylix (discontinuat) - versiunea pentru Linux a mediului Delphi, consând dintr-un compilator și mediu integrat de dezvoltare, vândut în trecut de Borland.